# Le Mesnil-Durdent
 Le Mesnil-Durdent  es una población y comuna francesa, en la región de Alta Normandía, departamento de Sena Marítimo, en el distrito de Dieppe y cantón de Saint-Valery-en-Caux.

## Demografía
| 45 | 34 | 27 | 20 | 20 | 27 |
| Para los censos de 1962 a 1999 la población legal corresponde a la población sin duplicidades (Fuente: INSEE [Consultar]) |    |    |    |    |    |